# Forever, Michael
| 전문가 평가          | 전문가 평가 |
| 평가 점수            | 평가 점수   |
| 출처                 | 점수        |
| -------------------- | ----------- |
| AllMusic             | [ 3 ]       |
| Entertainment Weekly | B−          |
| Tom Hull             | B+ ()       |
| The Village Voice    | A–          |

《Forever, Michael》는 1975년 1월 16일, 모타운 레코드가 발매한 미국의 가수 마이클 잭슨의 네 번째 스튜디오 음반이다. 이 음반은 펑크와 솔 소재를 가진 곡들로 인정받고 있다. 에디 홀랜드, 브라이언 홀랜드, 할 데이비스, 프레디 페렌, 샘 브라운 3세는 《Forever, Michael》의 프로듀서로 활동했다. 그것은 잭슨의 다음 음반 《Off the Wall》 (1979년)과 함께 솔로 돌파구를 열기 전의 마지막 음반이다.
빌보드 200에서 101위, 빌보드 톱 R&B 음반에서 10위를 기록한 것을 제외하면 《Forever, Michael》은 다른 나라에서 차트에 오르지 못했다. 잭슨의 이전 스튜디오 음반들과는 달리, 이 음반은 세계적으로 상업적으로 성공적이지 못했다. 하지만, 《Forever, Michael》은 일반적으로 현대 음악 비평가들로부터 좋은 평가를 받았다. 음반 홍보의 일환으로 《Forever, Michael》에서 세 개의 싱글이 발매되었는데, 모두 빌보드 핫 100을 비롯한 전 세계 음악 차트에서 중간 정도의 상업적 성공을 거두었다.
1981년 모타운은 동명의 컴필레이션 음반과 함께 싱글로 〈One Day in Your Life〉를 발매했다. 이 싱글은 1981년 영국에서 6번째로 많이 팔린 싱글이 되었다. 이 음반의 곡들은 잭슨이 같은 해 6월 사망한 후 2009년 3개의 디스크 컴필레이션 음반 《Hello World: The Motown Solo Collection》의 일부로 재발행되었다.

## 배경
이 음반은 잭슨의 네 번째 솔로 가수로서 모타운과 그의 형제들이 발매하기 전에 발매된 그의 마지막 음반이 될 것이고, 잭슨 5는 그들의 열 번째 음반 《Moving Violation》 발매 후 CBS 레코드로 떠났다(저메인은 1983년까지 모타운에 남아있을 것이다). 이 음반은 그가 평생 동안 녹음할 레이블인 에픽 레코드에서 이후 솔로 음반에서 계속 개발할 보다 부드러운 솔 사운드를 채택한 16세의 음악 스타일 변화를 보여주었다. 이 음반은 또한 펑크 요소가 가미된 곡들을 수록한 것으로 인정받고 있다.
대부분의 곡들은 1974년에 녹음되었고, 이 음반은 원래 그 해에 발매될 예정이었다. 그러나 잭슨 5의 히트곡 〈Dancing Machine〉의 수요로 인해, 잭슨의 음반 제작은 그 노래의 과대광고가 잦아들 때까지 연기되었다. 1975년 모타운은 《Forever, Michael》과 《Moving Violation》과 함께 공동 홍보 캠페인을 시작했다.
이 음반은 홀랜드-도지어-홀랜드의 홀랜드 형제(에디, 브라이언)가 작곡한 싱글 〈We're Almost There〉와 〈Just a Little Bit of You〉의 도움을 받아 잭슨이 40위권에 복귀하는 데 도움을 주었다.
1981년, 모타운은 에픽에서 잭슨의 《Off the Wall》의 성공을 이용하기 위해 동명의 컴필레이션 음반과 함께 싱글로 〈One Day in Your Life〉를 발매했다. 이 싱글은 1981년 영국에서 6번째로 많이 팔린 싱글이 되었다.
이 음반은 음반에 수록된 곡 중 하나와 이름을 공유하지 않는 유일한 잭슨 스튜디오 음반이다(2010년 사후에 발매된 음반 《Michael》을 제외하고).
이미 2년 전 전 음반 《Music & Me》에서 목소리가 바뀔 조짐을 보이고 있었지만, 잭슨이 보이 소프라노가 아닌 테너로 참여한 첫 음반이기도 하다.
음반의 콤팩트 디스크 버전은 음반 커버에서 잭슨의 사진 주변의 흰색 테두리를 제거하고, 대신 배경을 볼 수 없도록 이미지를 더 크게 만든다. 또한, "Forever, Michael" 텍스트는 "Michael Jackson"과 "Forever, Michael"을 다른 글꼴로 나열하는 더 간단한 텍스트로 변경된다.

## 곡 목록
| #   | 제목                         | 작사·작곡                                    | 재생 시간 |
| --- | ---------------------------- | -------------------------------------------- | --------- |
| 1.  | 〈We're Almost There〉       | 에디 홀랜드, 브라이언 홀랜드                 | 3:41      |
| 2.  | 〈Take Me Back〉             | E. 홀랜드, B. 홀랜드                         | 3:29      |
| 3.  | 〈One Day in Your Life〉     | 샘 브라운 3세, 르네 아르망                   | 4:15      |
| 4.  | 〈Cinderella Stay Awhile〉   | 맥 데이비드, 마이클 버넷 서튼                | 3:11      |
| 5.  | 〈We've Got Forever〉        | 데이비드, 엘리엇 윌렌스키                    | 3:12      |
| 6.  | 〈Just a Little Bit of You〉 | E. 홀랜드, B. 홀랜드                         | 3:14      |
| 7.  | 〈You Are There〉            | 브라운, 랜디 마이트젠하이머, 크리스틴 야리안 | 3:23      |
| 8.  | 〈Dapper-Dan〉               | 할 데이비스, 윌렌스키                        | 3:08      |
| 9.  | 〈Dear Michael〉             | 데이비스, 윌렌스키                           | 2:37      |
| 10. | 〈I'll Come Home to You〉    | 프레디 페렌, 야리안                          | 3:05      |